# Ica (regio)
Ica (Aymara en Quechua: Ika) is een regio van Peru. De regio heeft een oppervlakte van 21.328 km² en heeft 787.170 inwoners (2015). De hoofdstad is Ica.
De regio grenst in het noorden aan Lima, in het oosten aan Huancavelica en Ayacucho, in het zuiden aan Arequipa en in het westen aan de Grote Oceaan.

## Bestuurlijke indeling
De regio is verdeeld in vijf provincies, die weer zijn onderverdeeld in 44 districten. Achter elke provincie wordt de hoofdplaats genoemd.
| Nr. | Provincie | Inwoners | Oppervlakte | UBIGEO | Districten | Hoofdplaats  | Inwoners |
| --- | --------- | -------- | ----------- | ------ | ---------- | ------------ | -------- |
| 1   | Chincha   | 220.019  | 2.988 km²   | 1102   | 11         | Chincha Alta | 177.219  |
| 2   | Ica       | 366.751  | 7.894 km²   | 1101   | 14         | Ica          | 244.390  |
| 3   | Nazca     | 59.034   | 5.234 km²   | 1103   | 5          | Nazca        | 49.200   |
| 4   | Palpa     | 12.247   | 1.233 km²   | 1104   | 5          | Palpa        | 5.958    |
| 5   | Pisco     | 150.744  | 3.957 km²   | 1105   | 9          | Pisco        | 143.163  |

| Detailkaart |
| ----------- |
|             |
| Provincies  |

Amazonas · Áncash · Apurímac · Arequipa · Ayacucho · Cajamarca · Callao · Cuzco · Huancavelica · Huánuco · Ica · Junín · La Libertad · Lambayeque · Lima · Loreto · Madre de Dios · Moquegua · Pasco · Piura · Puno · San Martín · Tacna · Tumbes · Ucayali

Zelfstandige provincie: Lima